# Koos de Ridder
Jacobus (Koos) de Ridder (1942) is een Nederlandse ontwerper van zeilschepen.

## Loopbaan
Als zoon van een werktuigbouwkundige in de zeevaart, werd de interesse voor zeilboten gewekt toen De Ridder op jonge leeftijd aan een oude 12 Kwadraat mocht werken.
De Ridder genoot een opleiding scheepsbouw aan de Hendrik de Keyserschool te Amsterdam. Hij begon zijn loopbaan als timmerman bij de scheepswerf van De Vries Lentsch in Nieuwendam (Amsterdam Noord) en later als ontwerper bij ‘t bureau van Willem de Vries Lentsch jr. en Ricus van de Stadt. Hij werkte daarna bij EC Stadt Shipyard, Britton Chance Jr. en Royal Huisman Shipyard. In 1973 begon hij als zelfstandig ontwerper zijn bedrijf "Jac. de Ridder Yachtdesign", dat hij samen met zijn echtgenote Els (Elisabeth) van de Stadt leidde. Hij gebruikte voor zijn bedrijf de voornaam 'Jacques' omdat dit voor buitenlandse klanten beter klonk dan 'Koos'.
De Ridder was lid van de groep rond de Delftse hoogleraar Jelle Gerritsma, die veel onderzoek heeft gedaan naar het gedrag van boten in zeegang. Midden jaren '80 ontwikkelde De Ridder vroeg planerende, zeer licht gebouwde kajuitzeiljachten als de FF95 voor serieproductie. In die tijd ongebruikelijk.
De Ridder beheert het archief van zijn schoonvader, Ricus van de Stadt.

## Ontwerpen
De Ridder ontwierp vele zeilschepen, die succesvol aan zeilwedstrijden hebben meegedaan, zoals:
- Extention (1/4 ton) (1974)
- Solution (1/2 ton)
- High Tension (1 ton) (1974)
- Kalik 30 (1978)
- Kalik 33 (1977)
- Huisman 37 (1978)
- Liberty 47
- Splash – een internationaal erkende jeugboot (1988)
- Sabina VI – winnaar van de Admiral's Cup (1983)

- Contest 250C (1982)
- Devo 30 (1987)
- Friendship 22 (1976)
- Friendship 25 (1984)
- Friendship 26 (1978)
- Friendship 28 (1974)
- Friendship 38 (1991)
- Dompkruiser 825
- Spirit 29 (1980)
- Spirit 32 (1977)
- Spirit 36 (1986)
- Spirit 37 (1996)
- Spirit 41 (1994)
- Etap 22
- Etap E22i
- Etap 221
- Etap 23
- Etap 23i
- Etap 30[3]
- FF95 (1989)
- FF65 (eenheidsklasse) (1991)
- FF110 (1991)
- FF1100
- FF915
- FF850
- Fox 22
- Tirion 21
- Tirion 28
- Diverse one offs voor (scheeps-) werven als Huisman, Vels en 2MV.

De ontwerpen van De Ridder kenmerken zich door de lichte bouw en goede zeileigenschappen.